# Opius pallicoxis
Opius pallicoxis är en stekelart som beskrevs av Fischer 1973. Opius pallicoxis ingår i släktet Opius och familjen bracksteklar. Inga underarter finns listade i Catalogue of Life.